# Homestead (unidad de superficie)
El homestead es una antigua unidad de superficie del sistema anglosajón. Equivale a 64,7497027584 hm² (hectómetros cuadrados) o ha (hectáreas). También es igual a:
|               | Unidad             |
| ------------- | ------------------ |
| 0,02777       | legua cuadrada     |
| 0,25          | milla cuadrada     |
| 1             | homestead          |
| 160           | acres              |
| 640           | roods              |
| 25 600        | rods cuadrados     |
| 774 400       | yardas cuadradas   |
| 6 969 600     | pies cuadrados     |
| 1 003 622 400 | pulgadas cuadradas |